# Таджуддін Мухаммад
Таджуддін Мухаммад — султан Брунею з 1795 до 1804 року. Двічі відрікався від престолу. Відправив посланців до Китаю для торгівлі. Помер у 1807 році.